# NHL 23
NHL 23 è un videogioco di hockey su ghiaccio distribuito da EA Canada e pubblicato da EA Sports.